# Попович Євген Миколайович
Попович Євген Миколайович (нар. 12 травня 1969, УРСР) — адвокат, доктор юридичних наук, професор, державний радник юстиції 3 класу (генерал-майор юстиції), Заслужений юрист України.

## Освіта
1994 року закінчив Національний юридичний університет ім. Я. Мудрого (Українська державна юридична академія). Спеціальність — «правознавство».
2005 — закінчив за спеціальністю «банківська справа» Харківський інститут Університету банківської справи.

## Життєпис
У 1986 році вступив на 1 курс вечірнього факультету Національного юридичного університету імені Ярослава Мудрого і в 17 років почав свою трудову діяльність в органах прокуратури — секретар канцелярії прокуратури Харківської області.
У 1987—1989 роках після служби в армії продовжив навчання на вечірньому факультеті і з третього курсу працював на посаді слідчого прокуратури Київського району (м. Харків).
За 29 років служби в органах прокуратури працював на різних ділянках прокурорсько-слідчої роботи, серед яких: старший слідчий прокуратури м. Харкова; прокурор відділу з нагляду за дотриманням законів органами СБУ, державної митної служби та прикордонної охорони та інші.
На керівних посадах: заступник прокурора Московського району Харкова; начальник слідчого відділу прокуратури Харківської області; начальник відділу нагляду за розслідуванням кримінальних справ слідчими органами прокуратури Харківської області; прокурор Дергачівського району (Харківська область), прокурор Дзержинського району м. Харкова.
- 2008—2015 рр. — прокурор Харкова[1]. Під час роботи прокурором міста Харкова, в підпорядкуванні було близько 600-та прокурорів. Прокурором міста координувалася робота 5000 співробітників правоохоронних органів по боротьбі зі злочинністю. У цей період активно займався науково-викладацькою діяльністю.
- 2015 — даний час — адвокат Національної асоціації адвокатів України;
- 2016—2020 рр. — керуючий партнер адвокатського об'єднання «Українсько-американська адвокатська група»;
- 2016 — завідувач кафедри адміністративного права та процесу Херсонського Міжнародного університету бізнесу і права, професор.
- 2017 — нині — головний науковий співробітник сектору теоретичних і аналітичних досліджень лабораторії теоретичних, аналітичних досліджень, науково-методичного та інформаційного забезпечення судово-експертної Харківського науково-дослідного інституту судових експертиз ім. Бокаріуса.
- З 2020 — керівний партнер адвокатського об'єднання «Попович і Ппртнери».

## Науково-педагогічна діяльність
Рішенням Вищої атестаційної комісії України від 9 червня 2004 року присвоєно науковий ступінь кандидата юридичних наук за спеціальністю «Трудове право, право соціального забезпечення», а з 6 жовтня 2010 року присвоєно науковий ступінь доктора юридичних наук за спеціальністю «Адміністративне право і процес, фінансове право, інформаційне право».
Рішенням Атестаційної колегії Міністерства освіти і науки, молоді та спорту України 29 березня 2012 присвоєно почесне звання доцента кафедри адміністративного, кримінального права і процесу.
До 2014-го року — член спеціалізованої вченої ради Д 64.700.03 Харківського національного університету внутрішніх справ за спеціальністю 12.00.08 — кримінальне право і кримінологія; кримінально-виконавче право.
Головний науковий співробітник Харківського науково-дослідного інституту судових експертиз імені Засл. проф. М. С. Бокаріуса.
Член наукової спеціалізованої вченої ради Д 64.896.01 Харківського науково-дослідного інституту судових експертиз імені Засл. проф. Н. С. Бокаріуса за спеціальностями 12.00.07 «Адміністративне право і процес; фінансове право, інформаційне право», 12.00.09 «Кримінальний процес і криміналістика; судова експертиза; оперативно-розшукова діяльність».
Член редакційної колегії наукового журналу «Архів кримінології та судової експертизи».
Автор понад 50 наукових публікацій (в тому числі в наукометричних базах Web of Scince і Scopus), монографій, співавтор підручників, навчальних посібників, науково-практичних коментарів до кодексів та законів України. Серед них: «Administrative and Legal Principles of the Digitization of Public Relations» (2020), «Єдність науки і практики в судово-експертної діяльності» (2020), «The features of E-declaration as an effective tool to prevent corruption» (2019), «Механізм публічних закупівель в сфері охорони здоров'я в ЄС і Україні: фінансово-правовий аспект» (2019), «Окремі питання інтенсифікації судово-експертної діяльності» (2019), «Про правове регулювання праці іноземців в Україні» (2019), «Аналіз теоретичного визначення поняття», «Інформаційні системи в сфері судово-експертної діяльності» (2018), «Принципи організації і функціонування автоматизованих систем в судово-експертної діяльності» (2018), «Незалежність і партнерство експертної установи як об'єктивна умова її функціонування» (2017), «Соціально-правовий захист судових експертів, як конституційна гарантія держави» (2017), «Актуальні проблеми права та правоохоронної діяльності» (2012), "Дисциплінарна відповідальність працівників органів прокуратури України: правові проблеми та шляхи їх вирішення "(2012), «Правозахисна діяльність прокуратури України — крок до європейської інтеграції» (2011), «Роль прокуратури в правовій системі України» (2011), «Функціонування органів прокуратури України відповідно до європейських стандартами» (2011), «До питання діяльності органів прокуратури України» (2010), «До питання незалежності прокуратури України в процесі реалізації своїх повноважень» (2010), "Методи управління органами прокуратури "(2010), «Питання вдосконалення правового регулювання кадрової роботи в органах прокуратури відповідно до стандартів ЄС»(2010), «Розгляд (обговорення і прийняття) проектів нормативно-правових актів» (2010), «Управління органами прокуратури України: організаційно-правові проблеми» (2010), «Шляхи вдосконалення правового регулювання діяльності органів прокуратури України» (2010), «Про вдосконалення правового регулювання кадрової роботи в органах прокуратури в світлі європейських стандартів» (2010) та інші наукові роботи.

## Нагороди
- 2010 — класний чин державного радника юстиції 3 класу.[5][6]
- 2013 — Заслужений юрист України[7]
- «Подяка за сумлінну службу в органах прокуратури» II ступеня[8]
- «Подяка за сумлінну службу в органах прокуратури» I ступеня[9]
- відзнака «Слобожанська слава».[10]